# 신령사냥/고스트 하운드
《신령사냥/고스트 하운드》(일본어: 神霊狩/GHOST HOUND 신레이가리 고즈토하운도[*])는 프로덕션 I.G에서 20주년 기념으로 제작된 애니메이션 작품이다. WOWOW에서 2007년 10월 18일부터 리스크램블 계열에서 방영되었다. 2008년 10월부터는 테레비 사이타마 《애니타마》계열에서 차회 예고 커트한 형태로 방영되었다 전 22화. 그 외, 《월간 코믹 브레이드》에서 아사히 소타 그림의 미디어 믹스 만화 작품이 연재되었다.